# Apsu
Apsu var i mesopotamisk kosmogoni det maskulina element som representerade sötvattnet och som blandade sig med saltvattnet, Tiamat. Tillsammans bildade detta par de första människorna.